# ذاكرة الحب (فلم)
ذاكرة الحب هو فيلم تلفزي مغربي من إخراج صفاء بركة سنة 2017، وبطولة كل من دنيا بوتازوت، أسامة البسطاوي، ربيع القاطي، صفاء حبيركو، وآخرين.

## القصة
يتناول الفيلم قصة «مريم» المنهمكة بطريقة عمياء للانتقام من «حسن» الذي قرر فجأة الانفصال عنها من أجل الارتباط ب «حنان»، الشيء الذي جعلها تغفل حب «رضا» الذي يفعل ما في وسعه لإرضائها بجميع الوسائل والتضحيات، ولكن في نهاية المطاف، وبعد أن أدركت صفاء حب «رضا» لها قرر هذا الأخير أن يخرجها من ذاكرته نهائيا.